# Петровский монастырь (Ярославль)
Петровский (Петропавловский) монастырь — упраздненный мужской монастырь в Ярославле, на берегу Волги, существовавший в XI—XV веках. Находился на месте современного въезда на Октябрьский мост.

## История
Согласно «Топографическому описанию Ярославского наместничества» (1794), церковь святых апостолов Петра и Павла была основана князем Ярославом Мудрым в 1024 году. Одно из первых сохранившихся упоминаний об основанном при церкви Петровском монастыре содержится в житии переславского святого Никиты Столпника, созданном на рубеже XIV—XV веков. В нём под 1186 годом повествуется, что к Никите ночью пришли за благословением недобрые люди, заметили вериги Никиты, блестевшие как серебро, и на следующую ночь убили святого. Сорвав вериги, они бежали в страхе, «доколе не достигли берега Волги, где сели в ожидании перевоза. Тогда развернули похищенные ими вериги и изумились, увидя вместо драгоценного металла простое железо. Они бросили вериги в мимо текущую Волгу». Через некоторое время монах Петровского монастыря, благочестивый подвижник старец Симеон, выйдя из кельи, увидел необычный свет, исходивший от Волги. Настоятель монастыря и братия, разбуженные Симеоном, обрели три креста с тяжкими веригами, «как бы сухое древо легко плывшие и светившиеся на водах». Когда святыню несли торжественно в город, от неё произошло много исцелений. Старец Симеон, причисленный к местночтимым святым, «проводя жизнь в благочестии, смирении и подвигах Богу, мирно преставился в глубокой старости в самом конце XII века и погребен на месте бывшего монастыря». Однако точность датировки событий жития сомнительна.
В начале XIII века в течение 10 лет настоятелем Петровского монастыря был игумен Пахомий, духовник Великого князя Константина Всеволодовича, «муж добродетельный и исполненный книжного учения». При его участии было основано в Спасо-Преображенском монастыре первое в Ярославле училище.
В XIII веке Петровский монастырь служил усыпальницей ярославских князей. Известно, что в нём были похоронены: князь Михаил Фёдорович (нач. 1260-х — ок. 1290), его мать Анастасия (Мария) — первая жена князя Фёдора Ростиславича Чёрного, мать Марии княгиня Ксения — жена князя Василия Всеволодовича, а также тётка Михаила княгиня Анастасия. Князь Михаил и княгини Ксения и Анастасия долгое время были почитаемы ярославцами как святые, но официально канонизированы не были. Ежегодно по погребённым в монастыре отправлялась торжественная панихида. Эта традиция сохранялась в храме Петра и Павла и после упразднения монастыря и была отменена только в середине XVIII века митрополитом Арсением Мацеевичем.

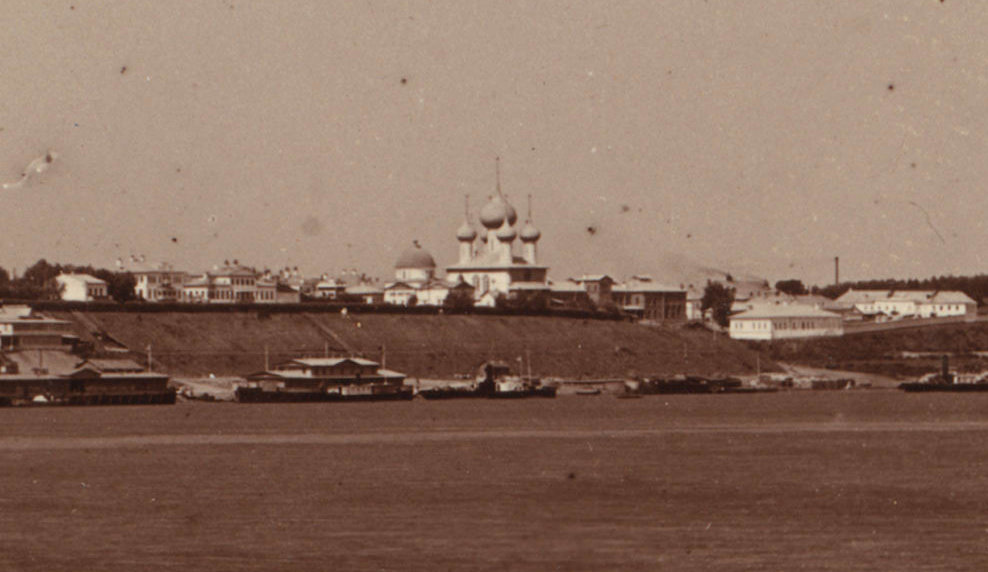
Храмы на месте монастыря, 1910 год

О высоком статусе Петровского монастыря говорит и то, что он имел статус архимандритии.
О времени упразднения монастыря сведений не сохранилось. Известно только, что бывший монастырский храм Петра и Павла в 1615 году был уже приходским. До XX века в храме хранились иконы древнего монастыря, из которых образ Михаила Малеина почитался как подарок Великого князя Фёдора Ростиславича Чёрного.
В 1937 году храм Петра и Павла был снесён коммунистами. В 1961—1966 годах на его месте был построен въезд на Октябрьский мост.